# West Island Way

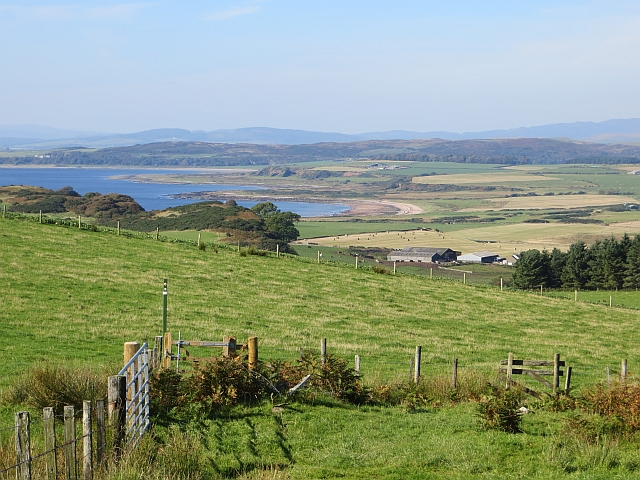

De West Island Way is een langeafstandswandelpad (Great Trail) op Bute in Schotland. Het pad uit 2000 is 48 kilometer lang en loopt van Kilchattan Bay tot Port Bannatyne.